# Johann Michael Pfeuffer
Johann Michael Pfeuffer (* 12. November 1742 in Veitshöchheim; † 8. Februar 1805 in Hopferstadt) war ein Bildhauer und Bildstockmeister. Pfeuffer wirkte im Hochstift Würzburg.

## Leben
Johann Michael Pfeuffer wurde am 12. November 1742 in Veitshöchheim geboren, das damals Teil des Hochstifts Würzburg war. Eventuell ging er bei seinem Taufpaten Johann Michael Fischer in die Lehre, der eine Werkstatt in Dillingen unterhielt, aber ebenfalls aus Veitshöchheim stammte. Früh wurde Pfeuffer Teil der Werkstatt des Johann Georg Auwera. Die beiden Bildhauer waren auch familiär verbunden, weil Pfeuffer am 3. September 1771 als Taufpate für Auweras ältesten Sohn in Erscheinung trat. 
Um 1771 machte sich Pfeuffer dann mit einer eigenen Werkstatt selbstständig. Als Ort wählte er hierfür Hopferstadt, das zwischen den beiden städtischen Zentren des Gaus, Ochsenfurt und Aub etwa gleich weit entfernt lag. Am 21. Februar 1772 erwarb Pfeuffer ein Haus im Ort. Nur einen Monat später, am 17. März 1772 ehelichte der Bildhauer in Hopferstadt die Bauerstochter Maria Catharina Schimmer aus Oellingen bei Gelchsheim. Pfeuffer hatte sich durch seine Mitarbeit in der Auwera-Werkstatt bereits einen großen Kundenkreis aufgebaut, sodass in den folgenden Jahren Arbeiten für Kirchen und private Auftraggeber geschaffen wurden.
Die Arbeit warf genug ab, um den Grundbesitz des Johann Michael Pfeuffer in Hopferstadt zu vergrößern. Es gelang ihm sogar, einen seiner Söhne in die örtliche Lateinschule zu schicken. Pfeuffers Arbeiten waren von den Werken des Würzburger Hofbildhauers Johann Peter Wagners geprägt. Dabei konzentrierte sich Pfeuffer vor allem auf die bäuerliche Klientel seines Arbeitsortes und schuf Bildstöcke und Hausfiguren im Stil des späten Rokoko. Die Ehefrau Pfeuffers verstarb 1794 mit 47 Jahren. Pfeuffer selbst starb am 8. Februar 1805 im 65. Lebensjahr und wurde am 10. Februar auf dem Hopferstädter Friedhof beerdigt.

## Werke (Auswahl)

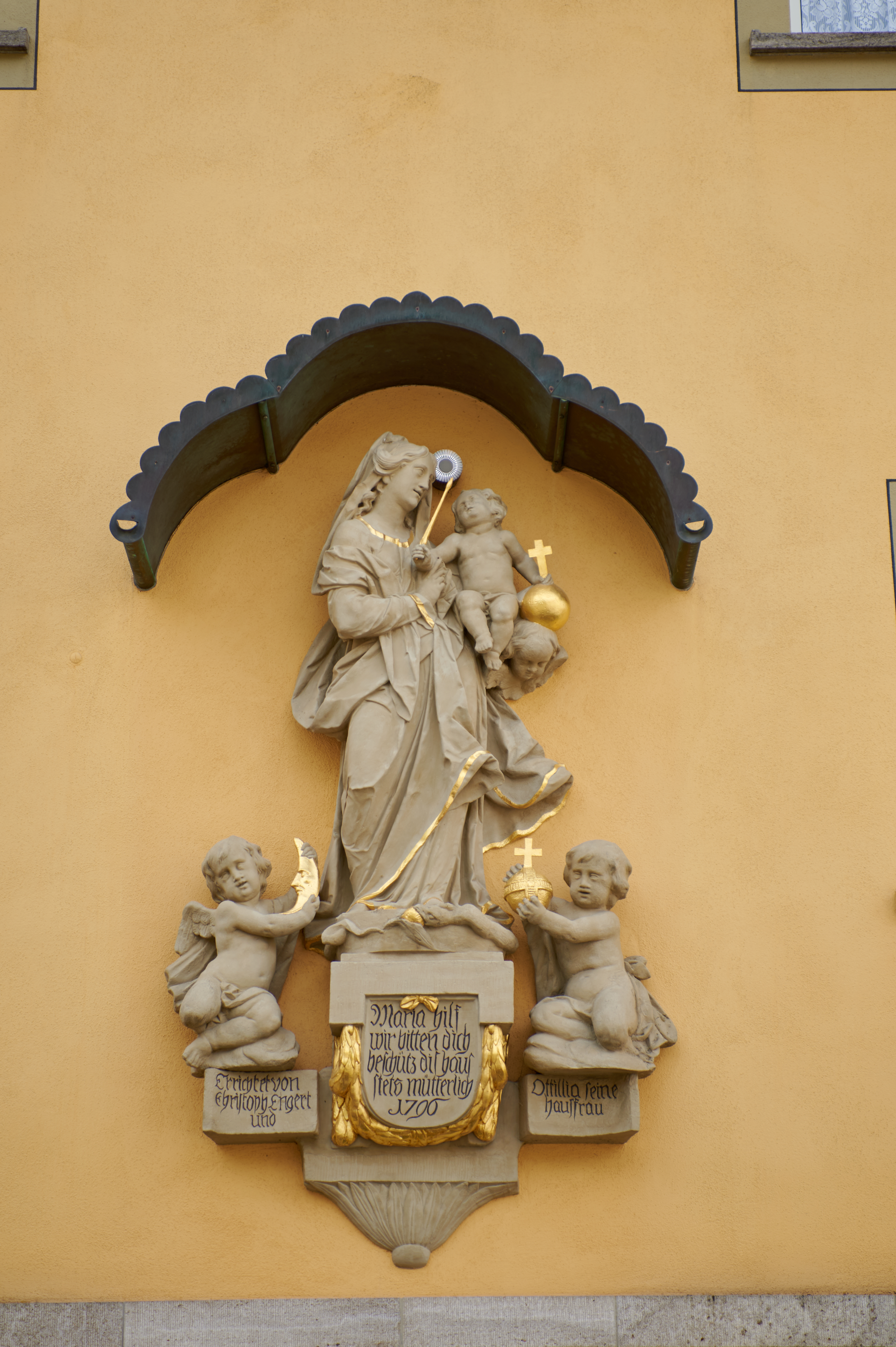
Muttergottes als Hausfigur in Acholshausen

- 1772/1773, Hohestadt, Johanneskirche, Hochaltar und Kanzel
- 1773, Eichelsee, Kreuzschlepper
- 1776–17892/1793, Oellingen, Pfarrkirche, Immaculata, zwei Seitenaltäre
- 1778, Darstadt, Friedhofskreuz
- 1779, Gaukönigshofen, vier Heiligenfiguren (Georg, Christine, Walburga, Nepomuk)
- 1784, Bieberehren, Bildstock, Maria hilf
- 1784, Darstadt, Bildstock, Maria Krönung
- 1785, Rittershausen, Auferstandener, Michaelsstatue an der Kirchenfassade
- 1787, Eßfeld, Bildstock, Maria Krönung
- 1787, Gaubüttelbrunn, Bildstock, Maria Krönung
- 1794, Hopferstadt, Johann von Nepomuk
- 1796, Acholshausen, Muttergottes mit zwei Putten
- 1800, Hopferstadt, Kruzifix
- 1800, Oellingen, Heiliger Ignatius[2]